# 拓跋胡児
拓跋 胡児（たくばつ こじ、生年不詳 - 463年）は、北魏の皇族。楽陵康王。名は胡仁とも書かれる。
拓跋晃と尉椒房のあいだの子として生まれた。463年（和平4年）、死去した。楽陵王に追封され、征北大将軍の位を追贈された。諡は康といった。
子がなく、兄の汝陰王拓跋天賜の次男の元永全が後を嗣いだ。

## 伝記資料
- 『魏書』巻19下 列伝第7下
- 『北史』巻18 列伝第6